# Dobrowo

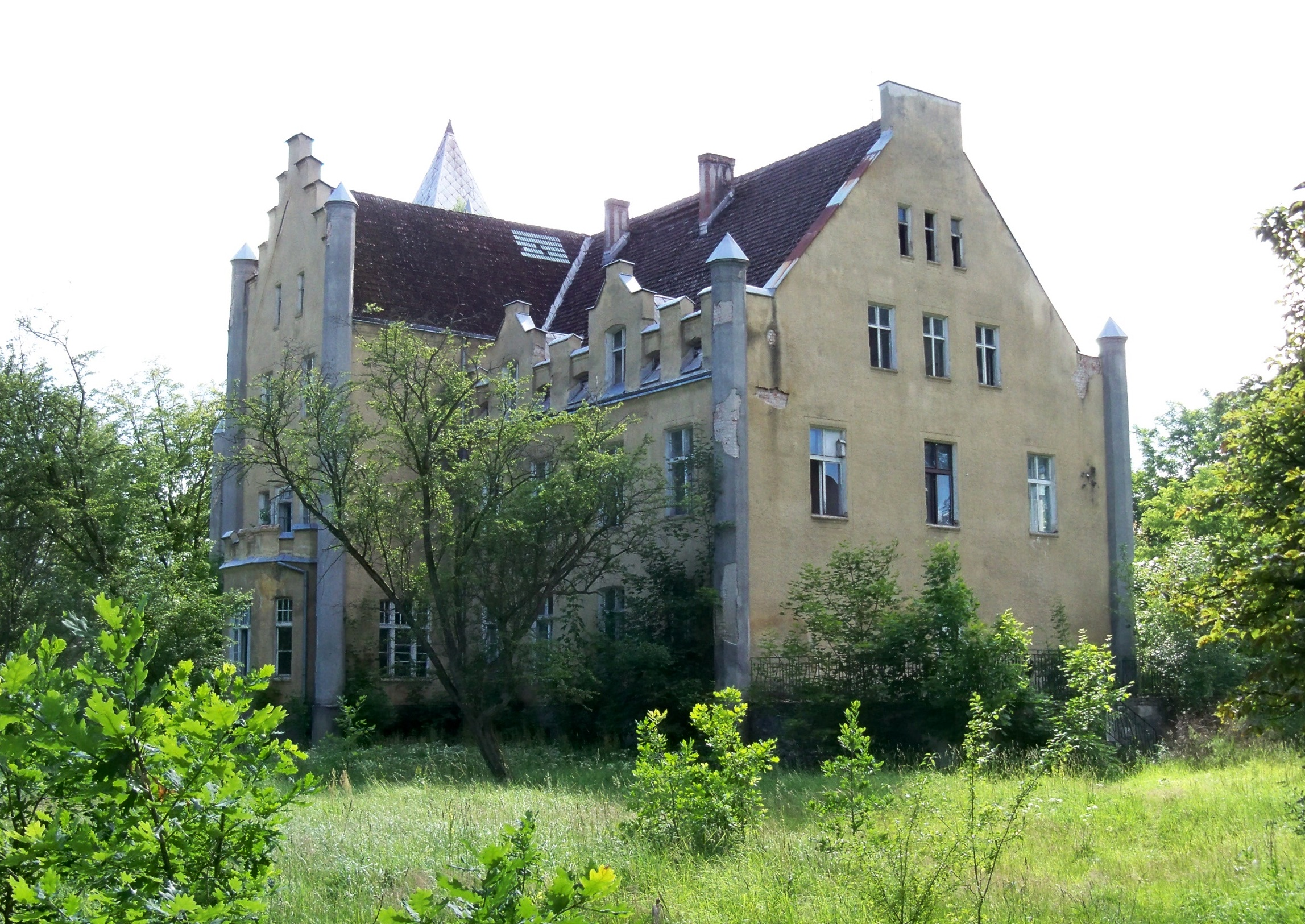
Ehemaliges Schloß Klein-Dubberow der Familie von Kleist (2011)

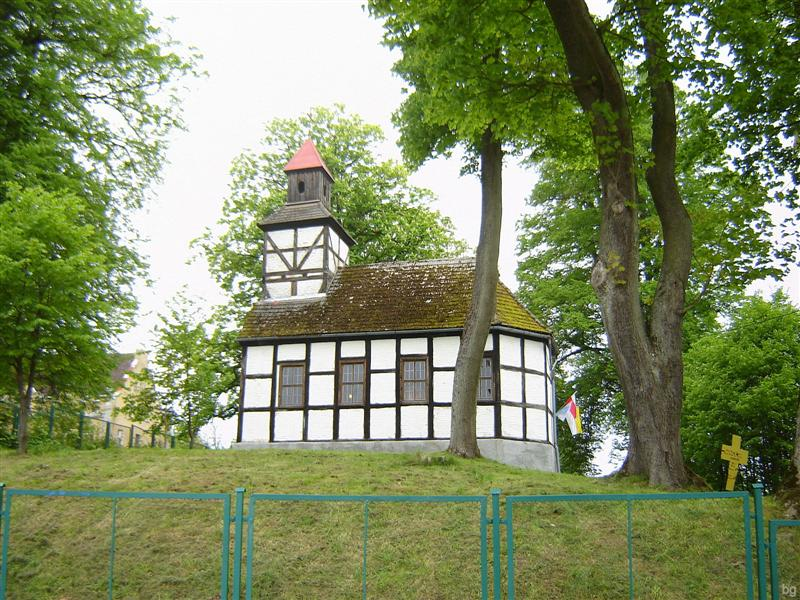
1792/93 von Otto Bogislaff von Kleist (1744–1818) erbaute Kapelle (2011)

Dobrowo (deutsch Klein- und Groß Dubberow) ist ein Dorf in der polnischen Woiwodschaft Westpommern. Es liegt im Powiat Białogardzki (Belgard) und gehört zur Gemeinde Tychowo (Groß Tychow).

## Geographische Lage und Verkehrsanbindung
Dobrowo liegt in Hinterpommern, etwa zehn Kilometer östlich von Białogard an der Liśnica (Leitznitz). Das Dorf ist auf einer Nebenstraße über Klępino Białogardzkie (Klempin) zu erreichen. Dobrowo war Bahnstation an der Kleinbahnstrecke Białogard–Świelino (Schwellin), die nördlich der Gemeinde verlief (stillgelegt vor 1998; die Teilstrecke gehörte zur Köslin-Bublitz-Belgarder Kleinbahn AG).

## Geschichte
Bis zum Zusammenschluss zur Landgemeinde Dubberow im Jahre 1928 war der Ort in die Gutsbezirke Klein und Groß Dubberow und die Gemeinde Groß Dubberow geteilt. Groß Dubberow ist als Kommuniondorf zu bezeichnen, in dem mehr als ein Gutsherr Landanteile besaßen. Neben der Familie Kleist waren hier um 1700 Angehörige der Familien Münchow und Manteuffel ansässig.
- Groß Dubberow (Dobrowo) war ein Rittergut und Bauerndorf am rechtsseitigen Leitznitzufer. Zu dem Rittergut, das bis 1945 über 500 Jahre u. a. im Besitz der Familie Kleist war, gehörten die Vorwerke Amalienhof, Friedrichsfelde und Rosalienhof (heute polnisch: Rozalin). Das Dorf wurde im Jahre 1388 zum ersten Male urkundlich erwähnt. 1867 lebten hier 465 Einwohner.

- Klein Dubberow (Dobrówko) am linksseitigen Leitznitzufer war ein altes Lehns-Rittergut, das ebenfalls schon seit einem halben Jahrtausend im Besitz der Familie von Kleist war; auch ein großes Waldgebiet, der Klein Dubberower Forst, gehörte dazu. Den Mittelpunkt des Ortes bestimmte das Schloss mit seinem hoch aufragenden Turm.

Die Landgemeinde Dubberow hatte im Jahre 1939 insgesamt 665 Einwohner in 168 Haushalten. Die Gemeindefläche umfasste 3036,1 Hektar. Dubberow lag im Landkreis Belgard (Persante) und bildete einen eigenen Amtsbezirk. Das Standesamt war in Siedkow, das Amtsgericht in Belgard. Letzte Amtsinhaber vor 1945 waren Amtsvorsteher Hermann Fritzke und Standesbeamter Hermann Frank. Die polizeilichen Aufgaben nahm Landjägermeister Bombien aus Siedkow wahr. Letzter Eigentümer der beiden Güter von Klein und Groß Dubberow war Hermann-Konrad von Kleist.
Gegen Ende des Zweiten Weltkriegs wurde die Gemeinde am 5. März 1945 von Truppen der Roten Armee besetzt. Eine Flucht der Bewohner wurde vereitelt. Die kriegsbedingten Zerstörungen waren relativ gering. Nach Kriegsende wurde ganz Hinterpommern Teil Polens. Die ansässige Bevölkerung wurde vertrieben.
Heute ist Dobrowo Ortschaft der Gemeinde Tychowo.

## Kirche

### Kirchengemeinde
Dubberow gehörte mit seiner überwiegend evangelischen Bevölkerung bis 1945 mit Darkow (heute polnisch: Dargikowo) und Klempin (Klępino Białogardzkie) zur Kirchengemeinde Siedkow (Żytelkowo), die mit der Tochtergemeinde Pumlow (Pomianowo) das Kirchspiel Siedkow bildete. Das Kirchspiel, das 1940 insgesamt 2151 Gemeindeglieder zählte, gehörte zum Kirchenkreis Belgard in der Kirchenprovinz Pommern der evangelischen Kirche der Altpreußischen Union. Das Kirchenpatronat oblag dem Gutsherrn auf Klein Dubberow, zuletzt Hermann-Konrad von Kleist. Letzter deutscher Geistlicher war Pfarrer Johannes Röhrig.
Seit 1945 ist die Bevölkerung von Dobrowo fast ausnahmslos römisch-katholischer Konfession. Der Ort ist jetzt Pfarrsitz, und Żytelkowo (Siedkow) und Bukówko ((Neu) Buckow) dazugehörige Filialgemeinden. Die Pfarrei Dobrowo gehört zum Dekanat Białogard (Belgard) im Bistum Köslin-Kolberg der Katholischen Kirche in Polen.
Heute in Dobrowo lebende evangelische Kirchenglieder sind in die Parafia Koszalin (Köslin) (Diözese Pommern-Großpolen) der polnischen Evangelisch-Augsburgischen Kirche eingegliedert.

### Kapelle
Eigentliches Kirchdorf war Siedkow. Doch errichtete Gutsbesitzer und Kreislandrat Otto Bogislaff von Kleist (1744–1818) in Klein Dubberow 1792/93 eine eigene Kapelle, in der in unregelmäßigen Zeitabständen Gottesdienste und Andachten für die Gutsherrschaft, aber auch für die Gutsbediensteten gehalten wurden. Mit königlicher Ausnahmegenehmigung berief der Patron den Kandidaten Valentin Friedrich Hube zum Kapellenprediger und auch zum Lehrer seiner Kinder. Hube erhielt zugleich die Anwartschaft auf die Pfarre Siedkow. Da diese doch so bald nicht frei wurde, ging er auf die Pfarre in Neu Buckow (Bukówko), behielt jedoch die Betreuung von Klein Dubberow.
In der Gutskapelle wurde unter anderem im Jahre 1890 Ewald von Kleist-Schmenzin getauft, der später als Widerstandskämpfer gegen den Nationalsozialismus in Berlin-Plötzensee hingerichtet wurde.
Nach Übernahme der Kapelle durch die Römisch-katholische Kirche in Polen erhielt sie eine neue Weihe und den Namen Kościół św. Jana Kantego. Später wurde sie zur Pfarrkirche erhoben.

## Schloss
Das neugotische Schloss wurde um 1900 durch die Familie von Kleist erbaut. Über dem Haupteingang befinden sich die Reste des Wappens der von Kleists. Das Schloss wurde vermutlich auf den Fundamenten des 16. Jahrhunderts oder auf den Überresten einer Festung aus dem 13. oder 14. Jahrhundert errichtet. Im Tunnel zur Kapelle lagen in den 1960er Jahren noch viele einbalsamierte Leichen.
Nach 1945 ging das Schloss in Volkseigentum über. Es beherbergte Büros und einen Aufenthaltsraum für die Bewohner. 1965 wurde es nach der Renovierung in eine Grundschule umgewandelt. Eine weitere Renovierung wurde 1975–77 durchgeführt. Die Schule wurde im Jahr 2000 geschlossen. Im Juni 2000 kaufte ein Musiker und Geschäftsmann polnisch-kanadischer Herkunft aus Toronto – Michael John Oczko – das Schloss in Dobrów. Als er 2010 starb, stellte sich heraus, dass er keine Erben hatte. So kehrte die Burg an die Gemeinde Tychowo zurück.

## Schule
Ende des 18. Jahrhunderts waren die Lehrer Privatbeamte der Gutsherrschaft, die nebenher als Gutsangestellte einem Handwerk nachzugehen hatten. Am 10. März 1817 wurde beschlossen, eine Schule für beide Dörfer gemeinsam zu errichten. Die einklassige Volksschule konnte 1820 eingeweiht werden. Letzter Schulleiter vor 1945 war Herbert Kümmel, den während der letzten Kriegsjahre an einigen Tagen Julius Radtke aus Siedkow vertrat.

## Persönlichkeiten

### Söhne und Töchter des Ortes
- Ewald von Kleist-Schmenzin (1890–1945), deutscher konservativer Politiker, Opfer des Nationalsozialismus

## Verweise